# San Lorenzo Nuovo
San Lorenzo Nuovo é uma comuna italiana da região do Lácio, província de Viterbo, com cerca de 2.067 (Cens. 2001) habitantes. Estende-se por uma área de 28,00 km², tendo uma densidade populacional de 73,82 hab/km². Faz fronteira com Acquapendente, Bolsena, Capodimonte, Castel Giorgio (TR), Gradoli, Grotte di Castro, Montefiascone.

## Demografia
| Variação demográfica do município entre 1861 e 2011                               |
|                                                                                   |
| Fonte: Istituto Nazionale di Statistica (ISTAT) - Elaboração gráfica da Wikipedia |